# Kératinophile
Kératinophile signifie littéralement "qui aime la kératine".
Un organisme est dit kératinophile quand il a une affinité particulière pour la kératine. Par exemple les champignons kératinophiles comme les dermatophytes sont capables de se nourrir de la kératine et sont donc responsables d'infections de la peau et des phanères.
Un produit pharmaceutique kératinophile comme certains médicaments topiques ou certains produits de beauté va avoir une action particulière sur les tissus composés de kératine, et donc avoir une action plus intense à ces endroits.